# Резолюция 766 на Съвета за сигурност на ООН
Резолюция 766 на Съвета за сигурност на ООН, приета единодушно на 21 юли 1992 г., припомняща резолюции 668 (1990), 717 (1991), 718 (1991), 728 (1992) и 745 (1992), признава и изразява опасения относно трудностите, изпитвани от Операцията на ООН по поддържане на мира в Камбоджа (United Nations Transitional Authority in Cambodia, UNTAC) в прилагането на политическото решение в Камбоджа, подписано на Парижката конференция на 23 октомври 1991 г.
Съветът осъжда продължаващите нарушение на прекратяването на огъня в Камбоджа, призовава всички страни на прекратят военните действия веднага и да участват в идентифицирането на мините и във всички други области. Същевременно осъжда отказа на Партията на Демократична Кампучея (наследник на Камбоджанската комунистическа партия) да позволи разположението на UNTAC в области под неин контрол, призовавайки я да допусне това, така че втората фаза на плана на ООН да бъде напълно приложена.  Резолюцията потвърждава ангажимента на международната общност към политическия процес посредством UNTAC, призовавайки всички страни да уважават мирния характер на операцията и страните членки да осигурят помощ на организацията.
Резолюцията също изисква генералният секретар Бутрос Бутрос-Гали да ускори разположението на граждански компоненти, особено тези, отнасящи се до наблюдението и контрола на административните структури. Поради липсата на сътрудничество от страна на Партията на Демократична Кампучея, Съветът декларира, че ползите от международната подкрепа ще се отнасят само до страните, отговарящи на задълженията им според решенията от Парижката конференция. Все пак генералният секретар признава, че разквартируването на камбоджанските войници не би могло да се изпълни с подкрепата на само три фракции. 